# 緑香
緑香（りょくか、1996年10月28日 - ）は、日本のグラビアアイドル。ボルドプロモーション所属。芸名の読みは「りょくか」ではあるが、愛称として「りょっか」とも呼ばれている。

## 略歴
2020年に渋谷で買い物中に声をかけられ事務所入り。水着を伴うグラビアやイメージビデオ等の撮影に好印象を持っていたため活動を開始した。同年11月27日にイメージビデオ『純情クロニクル』（スパイスビジュアル）を発売しデビュー。以後着エロ系グラビアアイドルとして活動する。
黒髪ロングヘア―でデビューしたが、2021年1月に髪の毛を約40センチ切りショートカットにイメージチェンジ。ただしイメージビデオに関しては4作品ほどまとめ撮りしていたので、作品は当分の間ロングヘア―で発売される。
2021年6月、SmashTVツイキャス配信にて、ボンタンアメの話題から鹿児島出身であることを公表。

## 人物
趣味は映画、ドラマ鑑賞。天体観測。アコースティックギター演奏。特技はビジネス実務、サービス接遇、日商簿記。

## 作品

### イメージビデオ
- 清純クロニクル（2020年11月27日、スパイスビジュアル）[6]
- 恋の聖域＋（プラス） （2021年1月29日、スパイスビジュアル）[5]
- キミの美尻に恋してる（2021年3月26日、スパイスビジュアル）
- りょっかさんエロいす!（2021年5月28日、スパイスビジュアル）[7]
- 焦らして、恋して。（2021年7月30日、スパイスビジュアル）
- 私立Smash学園・軽音楽部（2021年11月26日、スパイスビジュアル）
- シースルーラブ（2022年1月28日、スパイスビジュアル）
- 敏感あぶのーまる!（2022年3月25日、スパイスビジュアル）
- ここまでやっちゃう!?（2022年7月27日、スパイスビジュアル）
- 恋のバイブレーション!?（2022年9月28日、スパイスビジュアル）
- ラストも緑香はぶっちぎり！（2022年11月30日、スパイスビジュアル）

### 配信のみ
- 【SpiceTV独占配信】もっと教えて！緑香ちゃん（2021年9月10日、SpiceTV）